# Затрени (Валча)
Затрени (рум. Zătreni) насеље је у Румунији у округу Валча у општини Затрени. Oпштина се налази на надморској висини од 235 m.

## Становништво
Према подацима из 2002. године у насељу је живело 4600 становника, од којих су сви румунске националности.

### Хронологија
| Година       | 1992 | 1993 | 1994 | 1995 | 1996 | 1997 | 1998 | 1999 | 2000 | 2001 | 2002 | 2003 | 2004 | 2005 | 2006 | 2007 | 2008 | 2009 | 2010 | 2011 | 2012 | 2013 | 2014 | 2015 | 2016 | 2017 |
| ------------ | ---- | ---- | ---- | ---- | ---- | ---- | ---- | ---- | ---- | ---- | ---- | ---- | ---- | ---- | ---- | ---- | ---- | ---- | ---- | ---- | ---- | ---- | ---- | ---- | ---- | ---- |
| Становништво | 4900 | 4796 | 4756 | 4695 | 4621 | 4545 | 4493 | 4418 | 4353 | 4319 | 4295 | 4256 | 2940 | 2852 | 2800 | 2764 | 2703 | 2633 | 2556 | 2484 | 2449 | 2419 | 2374 | 2340 | 2309 | 2260 |